# Makoto Tamada

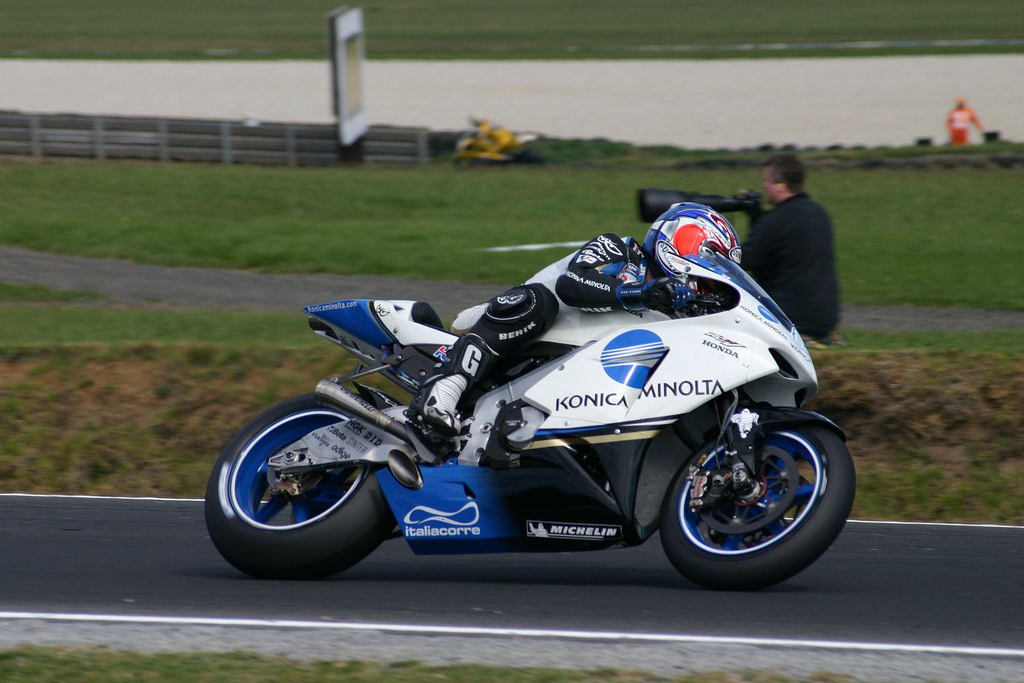
Makoto Tamada, Australiens MotoGP 2006.

Makoto Tamada, född den 4 november 1976 är en japansk roadracingförare.

## Racingkarriär
Tamada började tävla hemma i Japan i 250-klassen 1994. Han deltog i Japans deltävling i världsmästerskapen i Superbike på Sugobanan 2000-2002. Han vann båda heaten Superbike-VM 2001 och blev etta och tvåa Superbike-VM 2001. Samma år kom han även tvåa i Suzuka 8-timmars. Till 2003 fick Tamada kontrakt med Sito Pons stall Pramac Honda i MotoGP. Han blev trea i Rios Grand Prix och slutade elva i VM. Tamada fortsatte i Sito Pons stall, nu under namnet Camel Honda, under Roadracing-VM 2004. Han fick sitt stora genombrott detta år med Bridgestonedäck på sin Honda. Han vann två tävlingar på banor där Bridgestone hade ett stort övertag, då han var nästan den ende som körde på tillräckligt material för att dra nytta av det. Tamada blev sexa i VM 2004. Sedan planade karriären ut. Han gick 2008 över till Kawasaki i Superbike och upplevde några skadedrabbade säsonger utan framgångar.

## Statistik MotoGP

### Segrar
| Nr | Grand Prix | År   |
| -- | ---------- | ---- |
| 1  | Brasilien  | 2004 |
| 2  | Japan      | 2004 |

### Andraplatser
| Nr | Grand Prix | År   |
| -- | ---------- | ---- |
| 1  | Portugal   | 2004 |

### Tredjeplatser
| Nr | Grand Prix | År   |
| -- | ---------- | ---- |
| 1  | Brasilien  | 2003 |
| 2  | Japan      | 2005 |